# Manhattan Transfer (romanzo)
Manhattan Transfer è un romanzo di John Dos Passos, pubblicato per la prima volta nel 1925, ed in Italia nel 1932 da Corbaccio col titolo Nuova York. Incentrato sullo sviluppo della vita urbana della metropoli tra l'Età dorata e l'Età del jazz, sovrappone le storie individuali che si intrecciano e si separano tra le vie ed i palazzi sfavillanti di New York. Il libro attacca il consumismo e l'indifferenza sociale della contemporanea vita urbana, ritraendo una Manhattan spietatamente brulicante di energia e irrequietezza.

## Trama
Persone diverse si muovono per i quartieri di New York, tra le sue sfavillanti promesse, le sordide tentazioni e gli angoli nascosti dove cercano rifugio i meno fortunati. Perché la città che non dorme mai, porta principale di entrata per il Paese delle grandi opportunità, si mostra spesso poco benevola con chi le affida le proprie speranze per un futuro migliore. Non esiste protezione dai rovesci della sorte, in un luogo dove la competizione è sempre spietata, ed il contatto umano è di regola un fastidio da evitare.
E basta davvero poco per entrare nella lunga lista dei perdenti, che si tratti di uno spiantato in fuga da un oscuro passato come Bud Korpenning, di un ex corsaro di Wall Street come Joe Harland, o di un ribelle erede di affermati avvocati come Stan Emery, in un mondo così ostile l'alcol diviene il solo illusorio rifugio dai rovesci della vita.
Certo, qualcuno riesce anche a trovare la via per fare fortuna, trasformando uno sventurato incidente in un trampolino di lancio, o sfruttando le possibilità di guadagno che il proibizionismo offre a chi, come l'ex marinaio Congo Jake, ha imparato a destreggiarsi anche negli ambienti più pericolosi. Ma persino chi ha saputo approfittare delle rare occasioni e delle proprie doti e sembra aver raggiunto il tanto sognato successo, come la splendida e corteggiata attrice Ellen Thatcher, o l'avvocato George Baldwin, si ritrova dietro alle apparenze a galleggiare sull'aridità dei propri e degli altrui sentimenti, cercando continuamente rassicurazioni, sempre però di breve respiro.
E se col tempo alcuni arrivano a comprendere il pericolo di essere inghiottiti da questa spietata città, pochi riescono a sottrarsi al suo soffocante abbraccio. Tra questi il giornalista Jimmy Herf, che dopo molti anni passati al fianco di Ellen, con cui pensava di aver creato un legame duraturo, capisce di essersi solo illuso, in questo come su tutto ciò che riguarda il possibile futuro in questa arida città, trovando quindi il coraggio di lasciarsi tutto alle spalle, per ricominciare altrove una nuova vita.

## Personaggi
- Ellen Thatcher. Attrice teatrale di fascino e talento. Vittima della propria insicurezza, non riesce a trovare un equilibrio nei propri sentimenti, cercando continuamente rifugio alla propria fragilità tra le braccia di nuovi uomini, dimostrandosi però incapace di condividere un vero amore.
- Jimmy Herf. Giovane di buona famiglia, che rinuncia ad una carriera sicura per un difficile impegno come giornalista indipendente. Dopo molte prove, capisce che la città non può offrirgli altro che precarietà, trovando quindi il coraggio per rifiutarne le lusinghe.
- Congo Jack. Marinaio che dopo molti viaggi decide di cercare nella grande città l'occasione per cercare una posizione stabile, trovando il successo economico grazie all'indubbia intraprendenza ed a circostanze fortunose.
- George Baldwin. Avvocato senza eccessivi scrupoli che trova rapidamente la via per il successo professionale, base per una carriera che passa anche attraverso un matrimonio di comodo, da cui cerca comunque continuamente evasione, con poca fortuna.
- Joe Harland. Dai fasti della Borsa, in cui spadroneggiava da vincente, si ritrova sulla strada in compagnia dell'alcol e del proprio ed altrui compatimento, simbolo vivente dell'evanescenza del successo.
- Stanwood Emery. Rampollo di famiglia facoltosa che cerca nell'alcolismo la strada per la ribellione a modelli imposti, trovandovi solo la propria distruzione.
- Bud Korpenning. Fuggito da un passato tormentato che lo perseguita, è costretto ad una vita di precarietà e miseria, che si conclude solo con una morte disgraziata.

## Temi e stile narrativo
Lo stile innovativo usato da Dos Passos in questo libro, con spezzoni di narrazione che si alternano continuamente seguendo i vari personaggi e le loro storie nei loro diversi intrecci e separazioni, gli fu ispirato dalla conoscenza delle opere cinematografiche dell'epoca, e fu per questo definito "camera eye". In particolare è stato suggerito da vari critici l'accostamento con lo stile di montaggio di Sergej Ėjzenštejn, anche se l'autore in un'intervista ha affermato di non ricordare di essersi ispirato a nessuno in particolare. Altre fonti ispiratrici riconoscibili sono l'Ulisse di Joyce (nel libro si fa frequente uso della tecnica del flusso di coscienza) e le opere di Eliot. Il forte contenuto di critica sociale al modello consumistico e capitalistico occidentale che attraversa tutto il libro, di ispirazione chiaramente marxista, trovò poi prosecuzione nella successiva trilogia USA, per poi venire abbandonata dall'autore dopo una serie di disillusioni che lo spinsero verso posizioni ideologiche totalmente opposte.

## Accoglienza e critica
Il romanzo venne accolto molto favorevolmente alla sua uscita, ottenendo un buon successo editoriale e giudizi positivi dai colleghi, sia per il suo stile innovativo che riguardo ai contenuti. Tra gli altri, Sinclair Lewis ne fu particolarmente colpito, arrivando a definire l'opera come "un romanzo di primaria importanza...  la nascita di una scuola totalmente nuova di scrittura", ed anche l'amico Ernest Hemingway espresse giudizi lusinghieri. Col tempo l'opera dell'autore godette di minore fortuna, per il mutato orientamento politico dello scrittore assunto al tempo della guerra civile spagnola, spingendolo a criticare i comunisti, cosa che lo rese inviso alla critica letteraria progressista, allora predominante tra gli intellettuali. Dagli anni Novanta c'è stata una ripresa di interesse, con la ripubblicazione delle sue opere maggiori nella prestigiosa Library of America, fra i capolavori della letteratura nordamericana.
In Italia la prima pubblicazione col titolo Nuova York risale al 1932 per la casa editrice Corbaccio, diretta da Enrico Dall'Oglio. All'epoca un passaggio in cui compare un personaggio italiano che si dichiara anarchico e seguace delle idee di Errico Malatesta venne eliminato dal testo, per intervento della censura fascista o per scelta della stessa traduttrice. Questo taglio venne mantenuto anche in tutte le edizioni successive, fino al 2012, con l'uscita di una nuova edizione integrale per opera di Dalai editore.

## Edizioni italiane
- Nuova York (Manhattan Transfer), traduzione di Alessandra Scalero, Collana Scrittori di tutto il mondo n.20, Milano, Corbaccio, 1932.
- Manhattan Transfer, traduzione di Alessandra Scalero (riveduta), Baldini & Castoldi, 2002, ISBN 88-8490-040-9.
- Manhattan Transfer, trad. e cura di Stefano Travagli, Collana Romanzi e racconti, Dalai, 2012, ISBN 978-88-662-0803-7.